# 1-й Берлинский международный кинофестиваль
1-й Берлинский международный кинофестиваль прошёл с 6 по 18 июня 1951 года в Западном Берлине.
В 1950 году был создан комитет по подготовке первого кинофестиваля. Учредителями фестиваля стали союзники по Второй мировой войне — США, Великобритания и Франция, под чьим управлением после войны находился Западный Берлин.
На открытии фестиваля 6 июня играл Берлинский филармонический оркестр.
В фестивальной программе Берлинского кинофестиваля в 1951 году были представлены фильмы только капиталистических стран.

## Жюри
Жюри кинофестиваля было составлено из немецких деятелей культуры.
- Йоханнес Бетцель
- Эмиль Дофифат
- Вернер Эйсбреннер
- Гюнтер Гайслер
- Вальтер Карш
- Хильда Люхт-Перске
- Фриц Подель
- Татьяна Зайс
- Людвиг Траутман

## Конкурсная программа
- Бивер Вэлей, режиссёр Джеймс Элгар (документальный фильм)
- Прочь, скучные заботы, режиссёр Эвелин Ламбарт и Норман МакЛарен (анимационный)
- Взгляд в рай, режиссёр Ханс Фишеркёзен (документальный фильм)
- Бош (Искусство и наука)
- Золушка, режиссёр Клайд Джероними, Уилфред Джексон и Хэмильтон Ласки (анимационный/мюзикл)
- Шедевры древней Индии, режиссёр Ханс Кюрлис (Искусство и наука)
- Жёлтый собор, режиссёр Ойген Шумахер (документальный фильм)
- Место назначения — Луна, режиссёр Ирвинг Пичел
- Бог нуждается в людях, режиссёр Жан Оранш, Пьер Бост и Анри Кеффелек
- Четверо в джипе, режиссёр Леопольд Линдтберг и Элизабет Монтегю
- Доктор Холь, режиссёр Рольф Ханзен
- Гойя, режиссёр Лучано Эммер (Искусство и наука)
- Гала-концерт (рекламный фильм, то есть коммерческие)
- Дорога надежды, режиссёр Федерико Феллини, Туллио Пинелли и Нино Ди Мария
- Запрещённый Христос, режиссёр Курцио Малапарте
- Правосудие свершилось, режиссёр Андре Кайат
- Маленькие ночные привидения, режиссёр Ойген Шумахер (документальный фильм)
- Leva på 'Hoppet', режиссёр Горан Гентеле
- Адрес неизвестен, режиссёр Жан-Поль Ле Шануа
- Сказки Гофмана, режиссёр Майкл Пауэлл и Эмерик Прессбургер (мюзикл)
- Версия Браунинга, режиссёр Энтони Эсквит
- Брачный сезон, режиссёр Митчел Лейзен
- История времени, режиссёр Макл Стрейнер-Хатчин (рекламный фильм, то есть коммерческий)
- Непобеждённые, режиссёр Пол Диксон (документальный фильм)

## Награды
- Золотой медведь
- Золотой медведь за лучший мюзикл
  - Золушка, режиссёр Клайд Джероними, Уилфред Джексон и Хэмильтон Ласки
- Золотой медведь за лучший документальный фильм
  - Бивер Вэлей, режиссёр Джеймс Элгар
- Золотой медведь за лучшую драму
  - Четверо в джипе, режиссёр Леопольд Линдтберг и Элизабет Монтагу
- Золотой медведь за лучший криминальный или приключенческий фильм
  - Правосудие свершилось, режиссёр Андре Кайат
- Золотой медведь за лучшую комедию
  - Адрес неизвестен, режиссёр Жан-Поль Ле Шануа

- Серебряный медведь
- Серебряный медведь за лучший мюзикл
  - Сказки Гофмана, режиссёр Майкл Пауэлл и Эмерик Прессбургер
- Серебряный медведь за лучшую драму
  - Дорога надежды, режиссёр Пьетро Джерми
- Серебряный медведь за лучшую комедию
  - Leva på 'Hoppet', режиссёр Гёран Гентеле

- Бронзовый медведь
- Бронзовый медведь за лучший документальный фильм
  - Непобеждённые, режиссёр Пол Диксон
- Бронзовый медведь за лучшую драму
  - Версия Браунинга. режиссёр Энтони Эсквит
- Бронзовый медведь за лучший криминальный или приключенческий фильм
  - Место назначения — Луна, режиссёр Ирвинг Пичел, автор сценария Роберт Хайнлайн, Элфорд Ван Ронкель, Джеймс О’Хенлон
- Бронзовый медведь за лучшую комедию
  - Брачный сезон, режиссёр Митчел Лейзен

- Золотой приз
- Золотой приз за лучший документальный фильм или фильм о культуре
  - Маленькие ночные привидения, режиссёр Eugen Schuhmacher
- Золотой приз за лучший научный фильм или фильм об искусстве
  - Шедевры древней Индии, режиссёр Ганс Кёрлис
- Золотой приз за лучший рекламный фильм
  - История времени

- Серебряный приз
- Серебряный приз за лучший документальный фильм или фильм о культуре
  - Прочь, скучные заботы, режиссёр Эвелин Ламбарт и Норман МакЛарен
- Серебряный приз за лучший научный фильм или фильм об искусстве
  - Гойя, режиссёр Лучано Эммер
- Серебряный приз за лучший рекламный фильм
  - Гала-концерт

- Бронзовый Приз
- Бронзовый Приз за лучший документальный фильм или фильм о культуре
  - Жёлтый собор, режиссёр Eugen Schuhmacher
- Бронзовый Приз за лучший научный фильм или фильм об искусстве
  - Потерянный рай, режиссёр Лучано Эммер и Энрико Грас
- Бронзовый Приз за лучший рекламный фильм
  - Взгляд в рай, режиссёр Ганс Фицеркоэзен

- Приз зрительских симпатий: Большая бронзовая тарелка
  - Золушка, режиссёр Клайд Джероними, Уилфред Джексон и Хэмильтон Ласки

- Приз зрительских симпатий: Малая бронзовая тарелка
  - Версия Браунинга и Энтони Эсквит

- Специальный приз Берлина
  - Запрещённый Христос, режиссёр Курцио Малапарте
  - Бог нуждается в людях, режиссёр Жан Деланнуа

- Специальный приз Берлина - почётный диплом
  - Доктор Холл, режиссёр Рольф Хансен